# Cladochaeta mathisi
Cladochaeta mathisi är en tvåvingeart som beskrevs av David Grimaldi och Nguyen 1999. Cladochaeta mathisi ingår i släktet Cladochaeta och familjen daggflugor.
Artens utbredningsområde är Colombia. Inga underarter finns listade i Catalogue of Life.